# Lars Erik Blomqvist
Lars Erik Yngve Blomqvist, född 3 juli 1942, död 10 oktober 2021 i Maria Magdalena församling i Stockholm, var en svensk författare och översättare från ryska. 
Blomqvist gjorde värnplikten vid Tolkskolan. Innan sin debut som översättare skrev han böcker om politiska och litterära förhållanden i Sovjetunionen och östblocket. Hans första översatta bok 1971 var Michail Bulgakovs Mästaren och Margarita, regelbundet utgiven i nya upplagor, senast 2012. Genom åren följde sedan ytterligare fem Bulgakovböcker i Blomqvists översättning.
Bland hans andra översättningar återfinns nio böcker av Tjingiz Ajtmatov och brevväxlingen mellan Vladimir Majakovskij och Lili Brik.
Lars Erik Blomqvist var först gift med Agneta Blomqvist och därefter med Gudrun Persson. Han är begravd på Norra begravningsplatsen utanför Stockholm.

## Böcker (urval)
- 1967 – Albanien i storpolitiken (Utrikespolitiska institutet)
- 1968 – Rysk litteratur efter Stalin (Natur & Kultur)
- 1969 – Kina: 750 miljoner människors värld (tillsammans med Karl-Gunnar Lidström, Bertil Odén) (Bonniers)
- 1991 – Sovjetrysk prosa från Gulag till Glasnost, utvecklingen efter 1970, samt kommenterad boklista (Bibliotekstjänst)

## Översättningar (urval)
- 1973 – Fjodor Sologub: En liten djävul (Melkij bes) (Gebers)
- 1974 – Velimir Chlebnikov: Gul-Mullas trumpet (tolkning av Lars Erik Blomqvist och Gunnar Harding) (FIB:s lyrikklubb)
- 1975 – Tjingiz Ajtmatov: Den vita ångbåten (Belyj parochod) (Wahlström & Widstrand)
- 1976 – Leonid Leonov: Tjuven (Vor) (AWE/Geber)
- 1978 – Lev Tolstoj: Kreutzersonaten (Krejtserova sonata) (Atlantis)
- 1984 – Vladimir Majakovskij & Lili Brik: Kärleken är alltings hjärta: brevväxling 1915–1930 (Perepiska 1915–1930) (AWE/Geber)
- 1989 – Rysk dikt från Derzjavin till Brodsky (i urval, tolkning, med inledande essäer och kommentarer av Hans Björkegren och Lars Erik Blomqvist) (Bonniers)
- 1997 – Marina Tsvetajeva: Konsten i samvetets ljus (Iskusstvo pri svete sovesti) (Umbra solis)
- 2008 – Michail Gersjenzon & Vjatjeslav Ivanov: Brevväxling från hörn till hörn (Perepiska iz dvuch uglov) (översättning: Lars Erik Blomqvist (Ivanov) och Lars Kleberg (Gersjenzon)) (Ersatz)
- 2010 – Aleksandr Pusjkin: Boris Godunov (Boris Godunov) (Atrium)

## Priser
- 1979 – Sveriges Författarfonds premium till personer för belöning av litterär förtjänst
- 1982 – De Nios översättarpris
- 1986 – Letterstedtska priset för översättningen av Bulgakovs Snöstorm och andra berättelser
- 1989 – Stiftelsen Natur & Kulturs översättarpris
- 2002 – Elsa Thulins översättarpris [3]